# Hemilissa sulcicollis
Hemilissa sulcicollis là một loài bọ cánh cứng trong họ Cerambycidae.